# Platyrrhinus aurarius
Platyrrhinus aurarius är en fladdermusart som först beskrevs av Charles O. Handley och Ferris 1972.  Platyrrhinus aurarius ingår i släktet Platyrrhinus och familjen bladnäsor. IUCN kategoriserar arten globalt som livskraftig. Inga underarter finns listade i Catalogue of Life.
Arten förekommer i södra Venezuela, i norra Brasilien och i regionen Guyana. Den lever i kulliga områden och i bergstrakter mellan 500 och 1500 meter över havet. Habitatet utgörs av tropiska regnskogar. Denna fladdermus äter främst frukter.